# 2001 SKY배 온게임넷 스타리그
2001 SKY배 온게임넷 스타리그는 2001년에 진행된 스타리그이다.

## 리그기간
- 2001년 10월 19일 ~ 2001년 12월 28일

## 특이사항
- 유일하게 온라인 예선(KBK)으로 1760명의(총 41개국) 유료참가자 중 4명의 본선진출자 선발(김재훈, 안형모, 세르게이, 김승엽)
- 2001년 9월 20일 오프라인 예선전으로 지난 시즌과 같이 총 80명 10개조 8명의 선수가 토너먼트로 결정
- 두 번째 외국인 선수 8강 진출(세르게이)
- 사상 최초 3연속 결승진출(임요환)
- 스타리그 사상 최초로 재재경기까지 감(재재경기는 리플레이 파일로 방송)
- 김태형 해설위원 우승자예측 저주(김태형 해설위원이 우승자로 예측을 한 선수는 절대로 우승하지 못한다는 저주)의 시작
- 온게임넷 스타리그 사상 첫 역대 리그 우승자간 결승전(김동수 vs 임요환)
- 가을의 전설의 시작(김동수)
- 2번째 2회 우승선수 탄생(김동수) 토스로는 최초2회우승 선수
- 온게임넷 스타리그 최초 테란-토스 결승전
- 자원봉사자 모집 시작
- 노동환 방식(선수가 같은 맵을 한번 이상 쓰지 못하도록 하게 하는 방식) 최초 도입
- 결승장소 : 서울 장충체육관

## 출전 선수
| 종족     | 명 | 이름                                      |
| 테란     | 5  | 김대건 김재훈 김정민 정유석 임요환        |
| 저그     | 6  | 김신덕 안형모 이재항 조창우 조형근 홍진호 |
| 프로토스 | 5  | 기욤 김동수 김승엽 박정석 세르게이        |

## 16강

### 본경기
16강 조추첨에 따라 결정된 조에 따라서 한 선수가 한 경기씩 총 세 경기를 펼치게 되며, 한 조로 볼 때 총 여섯 경기를 치르게 된다.
| A조    | A조     | B조         | B조     | C조      | C조     | D조    | D조     |
| ------ | ------- | ----------- | ------- | -------- | ------- | ------ | ------- |
| 임요환 | 2승 1패 | 안형모      | 2승 1패 | 세르게이 | 3승 0패 | 김동수 | 3승 0패 |
| 조창우 | 0승 3패 | 이재항      | 0승 3패 | 정유석   | 1승 2패 | 김정민 | 2승 1패 |
| 박정석 | 3승 0패 | 김대건      | 2승 1패 | 조형근   | 1승 2패 | 김신덕 | 1승 2패 |
| 김재훈 | 1승 2패 | 기욤 패트리 | 2승 1패 | 홍진호   | 1승 2패 | 김승엽 | 0승 3패 |

### 재경기
상위/하위 3인의 승패가 동률인 경우에는 삼자재경기를 통해 올라갈 선수를 가리게 된다.
| B조         | B조     | C조    | C조     |
| ----------- | ------- | ------ | ------- |
| 안형모      | 1승 1패 | 정유석 | 1승 1패 |
| 김대건      | 1승 1패 | 조형근 | 0승 2패 |
| 기욤 패트리 | 1승 1패 | 홍진호 | 2승 0패 |

### 재재경기
재경기를 거친 선수들의 승패가 1승1패일 경우 다시 재경기를 통해 올라갈 선수를 가리게 된다.
| B조         | B조     |
| ----------- | ------- |
| 안형모      | 2승     |
| 김대건      | 1승 1패 |
| 기욤 패트리 | 2패     |

## 8강

### 본경기
8강 조추첨에 따라 결정된 조에 따라서 한 선수가 한 경기씩 총 세 경기를 펼치게 되며, 한 조로 볼 때 총 여섯 경기를 치르게 된다.
| A조    | A조     | B조      | B조     |
| ------ | ------- | -------- | ------- |
| 김정민 | 2승 1패 | 임요환   | 3승 0패 |
| 박정석 | 1승 2패 | 김대건   | 1승 2패 |
| 홍진호 | 3승 0패 | 김동수   | 2승 1패 |
| 안형모 | 0승 3패 | 세르게이 | 0승 3패 |

## 4강 ~
|  | 준결승전 | 준결승전 | 준결승전 |  |  | 결승전 | 결승전 | 결승전 |
|  |          |          |          |  |  |        |        |        |
|  | A1       | 홍진호   | 1        |  |  |        |        |        |
|  | B2       | 김동수   | 2        |  |  |        |        |        |
|  |          |          |          |  |  | W1     | 김동수 | 3      |
|  |          |          |          |  |  | W2     | 임요환 | 2      |
|  | A2       | 김정민   | 1        |  |  |        |        |        |
|  | B1       | 임요환   | 2        |  |  | 3위    | 3위    | 3위    |
|  |          |          |          |  |  |        |        |        |
|  |          |          |          |  |  | L1     | 홍진호 | 0      |
|  |          |          |          |  |  | L2     | 김정민 | 2      |

## 우승
| 2001 SKY배 온게임넷 스타리그 우승 |
| --------------------------------- |
| 김동수 (두 번째 우승)             |

## 사용 맵 정보
| 종족   | Neo Vertigo | Incubus | Silent Vortex | Crimson Isles |
| ------ | ----------- | ------- | ------------- | ------------- |
| 인원   | 4           | 4       | 4             | 3             |
| P vs Z | 2:2         | 4:1     | 1:0           | 3:1           |
| Z vs T | 3:4         | 1:3     | 0:3           | 2:1           |
| T vs P | 1:1         | 2:3     | 4:4           | 0:1           |
| Z vs Z | 0번         | 1번     | 2번           | 1번           |
| T vs T | 1번         | 2번     | 1번           | 2번           |
| P vs P | 0번         | 0번     | 0번           | 1번           |

## 대회 결과
- 우승 김동수, 준우승 임요환, 3위 김정민, 4위 홍진호